# سینت جوزف (کنتاکی)
سینت جوزف (به انگلیسی: Saint Joseph) یک منطقهٔ مسکونی در ایالات متحده آمریکا است که در شهرستان دیویس، کنتاکی واقع شده‌است. سینت جوزف ۱۳۱٫۹۸ متر بالاتر از سطح دریا قرار دارد.